# 百結先生
百結先生（414年—5世纪），朝鲜三国时代隐士。
百結先生居住在狼山下，家中非常贫穷，穿衣百結就像鹌鹑的尾巴，時人號称他爲東里百結先生。仰慕榮啓期的之爲人，把琴带在身边，凡有喜怒悲歡不平之事，都以弹琴抒发心情。年关将至，隣里舂粟米，百結先生的妻子听到杵聲：“大家都舂粟米，我们没有，怎么过年？”先生仰天嘆道：“死生有命，富貴在天。來不可拒，往不可追。你为何傷感，我爲你作杵聲来安慰一下。”于是鼓琴拟作杵聲，傳世名爲碓樂。